# Antonio Iannucci
Antonio Iannucci (Bolognano, 13 giugno 1914 – Pescara, 14 ottobre 2008) è stato un arcivescovo cattolico italiano.

## Biografia

### Formazione e ministero sacerdotale
Frequentò il Pontificio Seminario Regionale "San Pio X" di Chieti, poi l'Almo collegio Capranica di Roma, e conseguì il dottorato in teologia presso la Pontificia Università Gregoriana.
Il 25 marzo 1938 fu ordinato presbitero, nella cappella dell'Almo collegio Capranica a Roma, dall'arcivescovo Luigi Traglia, vicegerente della diocesi di Roma.
Tornato a Chieti, venne nominato cancelliere vescovile e parroco della parrocchia di Sant'Agostino.
Successivamente venne trasferito a Pescara, dove ricoprì l'incarico di vicario generale dell'allora diocesi di Penne-Pescara dal 1949 al 1955.

### Ministero episcopale
L'8 maggio 1955 venne consacrato vescovo dal cardinale Adeodato Giovanni Piazza, segretario della Sacra congregazione concistoriale, diventando l'ausiliare della diocesi di Penne-Pescara.
A seguito della malattia di monsignor Falcucci che lo portò a dimettersi, monsignor Iannucci gli succedette diventando vescovo della diocesi di Penne-Pescara il 15 febbraio 1959. Con una bolla pontificia, il 2 marzo 1982 papa Giovanni Paolo II elevò la diocesi a sede metropolitana mutandole il titolo in arcidiocesi di Pescara-Penne, con suffraganea la diocesi di Teramo-Atri e quindi monsignor Iannucci divenne il primo arcivescovo metropolita.
Nel 1978 costituì una organizzazione non lucrativa di utilità sociale denominata "Fondazione papa Paolo VI", la quale opera tuttora in diversi centri abruzzesi, nei settori della riabilitazione e dell'assistenza socio sanitaria a favore di anziani e persone in difficoltà.
L'episcopato di monsignor Iannucci è stato il più lungo della storia della diocesi di Pescara-Penne, durante la sua reggenza fece erigere nuove parrocchie, fece costruire chiese, case canoniche e opere parrocchiali. Compì quattro visite pastorali, partecipò a convegni e attività culturali e pubblicò testi essenzialmente di carattere ascetico, teologico, storico e letterario.
Raggiunto il settantacinquesimo anno di età, si dimise il 21 aprile 1990 e gli succedette monsignor Francesco Cuccarese.
Morì il 14 ottobre 2008, all'età di 94 anni, a Pescara. Dopo le esequie, celebrate il 16 ottobre dall'arcivescovo Tommaso Valentinetti nella cattedrale di San Cetteo, fu sepolto nella sala del battistero dello stesso edificio.

## Genealogia episcopale
La genealogia episcopale è:
- Cardinale Scipione Rebiba
- Cardinale Giulio Antonio Santori
- Cardinale Girolamo Bernerio, O.P.
- Arcivescovo Galeazzo Sanvitale
- Cardinale Ludovico Ludovisi
- Cardinale Luigi Caetani
- Cardinale Ulderico Carpegna
- Cardinale Paluzzo Paluzzi Altieri degli Albertoni
- Papa Benedetto XIII
- Papa Benedetto XIV
- Cardinale Enrico Enriquez
- Arcivescovo Manuel Quintano Bonifaz
- Cardinale Buenaventura Córdoba Espinosa de la Cerda
- Cardinale Giuseppe Maria Doria Pamphilj
- Papa Pio VIII
- Papa Pio IX
- Cardinale Alessandro Franchi
- Cardinale Giovanni Simeoni
- Cardinale Antonio Agliardi
- Cardinale Basilio Pompilj
- Cardinale Adeodato Piazza, O.C.D.
- Arcivescovo Antonio Iannucci